# 反動

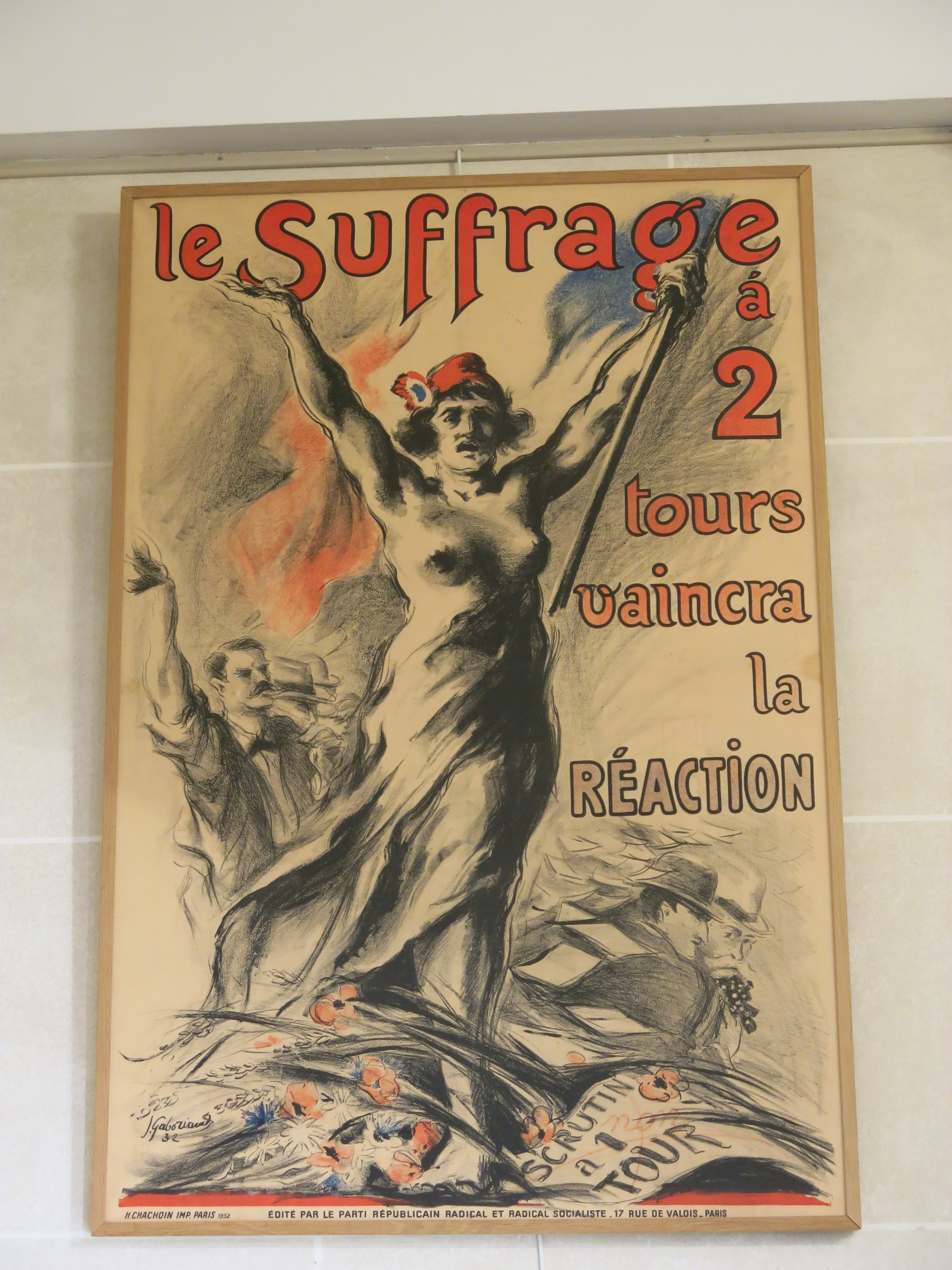
1932年のフランスのポスター。「2段階の選挙が反動的な人々に勝つ」

反動（はんどう、英: reactionary）とは歴史用語、政治用語で、一切の改革や革新に反対する姿勢、行動のこと。左翼勢力が右翼勢力をさして批判的文脈で用いる（「保守反動」「右翼反動」など）。この逆の“革新反動”といった表現は存在しない。革新は基本的に「進歩主義」だからである。

## 概要
反動の原義はフランス革命後の一連の、王党派を含む反革命勢力に対する呼称の「反動派」（フランス語: réactionnaires）で、それが明治期に政治学用語として日本に紹介され翻訳されたものである。
歴史上、著名な事件にはフランス革命後のテルミドールの反動があり、テルミドールのクーデターによってジャコバン派のロベスピエールの独裁体制が、穏健共和派などによって倒された。
マルクス主義の唯物史観の立場からは、人類社会は経済の発展段階に応じて資本主義社会から社会主義社会、共産主義社会へと発展するとしたため、この流れへの抵抗や歴史的逆行は反動主義とみなされる。社会民主主義、社会主義や共産主義では、帝国主義やファシズムを代表的な反動と位置付けた。一党独裁の共産主義国では、｢反動｣のレッテルを押された者の一部が粛清される場合があった。
ドイツのナチスは自分自身を反動的と見なしておらず、自らを右翼的革新ととらえ、反抗勢力（プロイセンの君主、貴族、ローマ・カトリック）を敵の中に含んだ。 ナチスが1933年に自由選挙を通じて国民革命を起こしたという事実は、彼らが独善的な革命解釈をしていることを示している。しかし彼らは伝統、民俗学、古典思想、フリードリヒ大王のリーダーシップを理想化し、ワイマール共和国の民主主義や自由な社会を拒絶し、ナチス・ドイツ国家を第3帝国と称した（第1は神聖ローマ帝国、 第2はドイツ帝国） （リアクションモダニズムも参照）。
現代では、米国のオルト・ライトもしくはリバタリアニズムの一派として、封建主義(feudalism）を志向する新反動主義が現れている。